# Ducado de Mantua
El ducado de Mantua fue un ducado situado en la Lombardía, en el norte de Italia, feudatario del Sacro Imperio Romano Germánico.

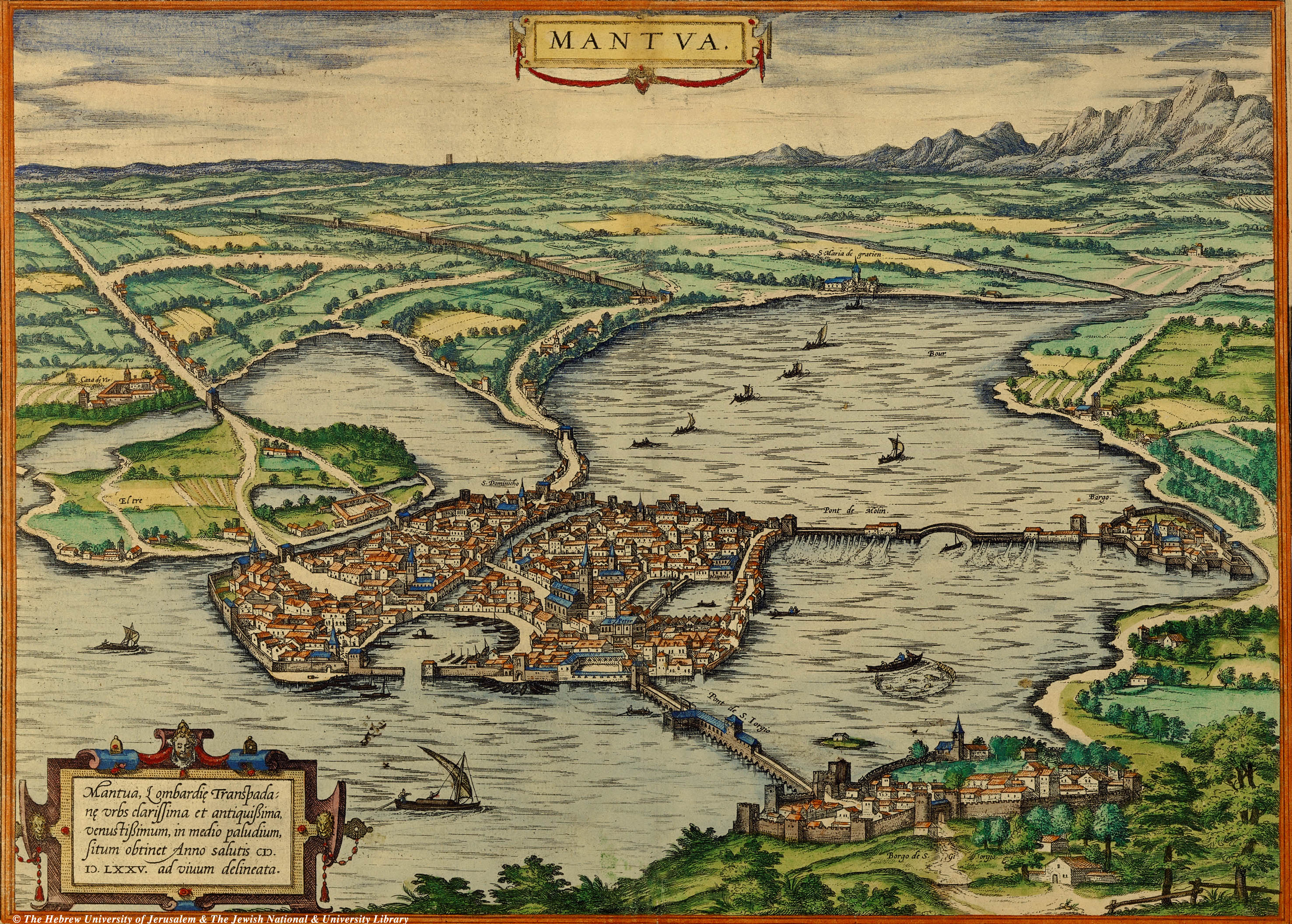
Mapa del Ducado de Mantua en 1575.

Hacía frontera con los antiguos estados de: República de Venecia, Estados Pontificios, Ducado de Módena, Ducado de Parma y Milanesado.

## Historia

### Dominio de los Bonacolsi
Después de la caída del Imperio romano, Mantua fue invadida por bizantinos, longobardos y francos. Entre 568 y 601 los lombardos se enfrentaron al exarca bizantino de Rávena por el control de la ciudad; finalmente fueron los lombardos los que acabaron dominando Mantua. En el siglo XI pasó a ser posesión de Bonifacio de Canossa, marqués de Toscana. El último gobernante de esta familia lombarda fue la Condesa Matilde de Canossa (muerta en 1115), la cual, según la leyenda, ordenó la construcción de la bellísima Rotonda di San Lorenzo (1082). Tras la muerte de Matilde, Mantua se convirtió en una comune libre que enérgicamente se defendió del Sacro Imperio Romano Germánico en los siglos XII y siglo XIII. En el siglo XII se desataron las luchas entre las facciones y la ciudad quedó dividida. Poco a poco la autoridad episcopal fue debilitándose hasta que Mantua fue ganada por el movimiento comunal en 1235, y desde entonces fue una ciudad güelfa.
Durante la Querella de las Investiduras, Pinamonte Bonacolsi se hizo con el poder con el título de Capitán General del Pueblo en 1273. Su familia gobernó Mantua durante el siguiente siglo, tiempo durante el cual la ciudad aumentó su prosperidad y belleza artística.

### Dominio de los Gonzaga
El 6 de agosto de 1328 el último Bonacolsi, Rinaldo, fue derrocado por una revuelta respaldada por los Gonzaga, una familia de funcionarios, dirigida por Luis y sus hijos Guido, Filippino y Feltrino. Luis Gonzaga, que había sido podestà de la ciudad en 1318, fue elegido capitán del pueblo. Los Gonzaga construyeron una nueva muralla con cinco puertas y renovaron la arquitectura de la ciudad en el siglo XIV, pero la situación política de la ciudad no se estabilizó hasta el tercer Gonzaga, Luis I Gonzaga, que eliminó a sus rivales, haciéndose con el poder.

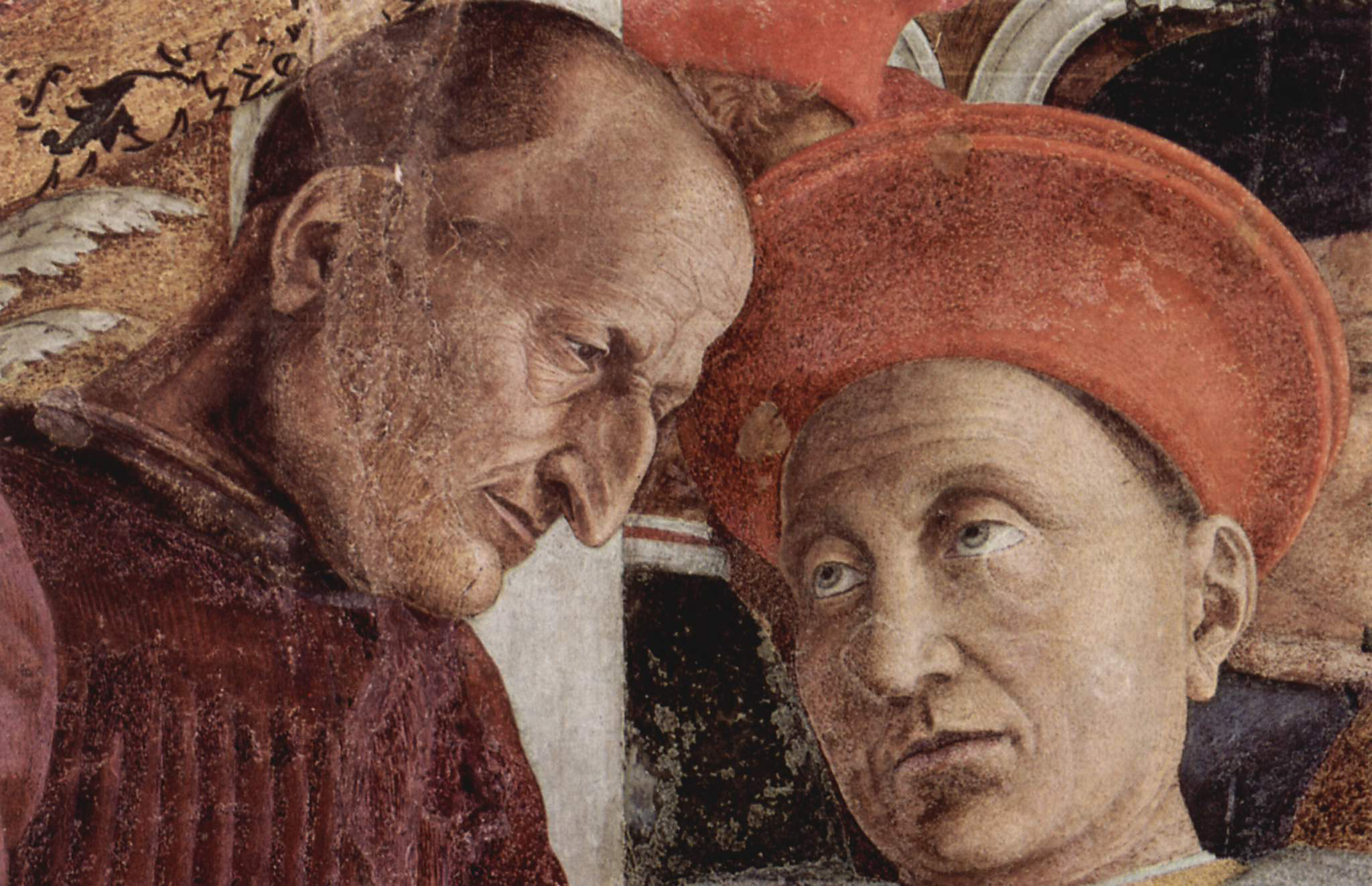
Luis III Gonzaga recibiendo noticias de su hijo, el cardenal Francesco, fresco de Andrea Mantegna en la Cámara de los esposos del Palacio Ducal de Mantua.

A través del pago de 120.000 florines de oro en 1433, Gianfrancesco I fue nombrado Marqués de Mantua por el Emperador Segismundo, con cuya sobrina, Bárbara de Brandeburgo, casó a su hijo Luis III Gonzaga. En 1459 el Papa Pío II celebró una dieta en Mantua para proclamar una cruzada contra los turcos.
El primer Duque de Mantua fue Federico II Gonzaga, que adquirió el título a Carlos V en 1530. En los siguientes años, la familia adquirió el Marquesado de Montferrato a través de matrimonios estratégicos. Federico encargó a Giulio Romano la construcción del famoso Palazzo Te, en la periferia de la ciudad, además del desarrollo urbanístico de la ciudad.
En 1624, Francisco IV Gonzaga trasladó la residencia ducal a la Villa della Favorita (Porto Mantuano), diseñada por el arquitecto Nicolò Sebregondi.
En 1627, la línea directa de los Gonzaga se extinguió con Vicente II Gonzaga, con lo que la ciudad caminó hacia su declive bajo los nuevos gobernantes, los Gonzaga-Nevers, una rama francesa de la familia. La Guerra de Sucesión de Mantua estalló, y en 1630 un ejército imperial de 36.000 lansquenetes mercenarios asedió Mantua saqueándola el 17 y 18 de julio, trayendo la peste con ellos. Mantua nunca se recuperó de este desastre. Al final se llegó a un acuerdo, el Tratado de Cherasco.

### Fin del Ducado

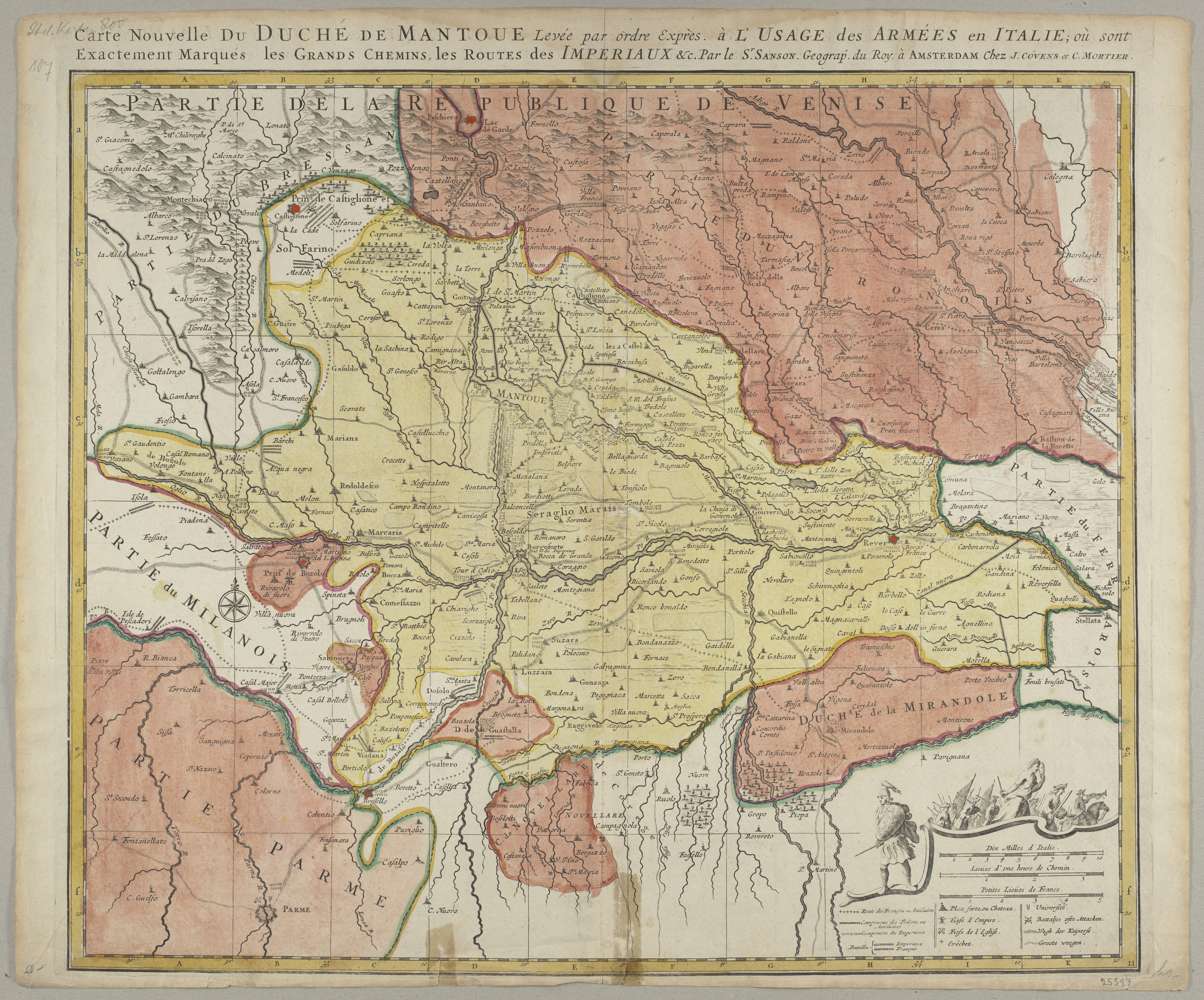
Mapa fránces del ducado, del siglo, con los territorios colindantes.

El duque Fernando Carlos de Gonzaga-Nevers, un inepto gobernante tan solo interesado en las fiestas cortesanas y las representaciones teatrales, se alió con Francia durante la Guerra de Sucesión Española. Después de la última derrota en el sitio de Turín (1706), fue desposeído por el emperador José I de Habsburgo y tuvo que refugiarse en Venecia, llevándose consigo cientos de cuadros. Tras su muerte, acaecida en 1708, su familia perdió Mantua para siempre en favor de los Habsburgo de Austria. Los territorios de Monferrato fueron cedidos al duque de Saboya. El emperador compensó a Leopoldo I, duque de Lorena, heredero en línea femenina de los Gonzaga, por la pérdida de Monferrato cediéndole el Ducado de Teschen.

## Gobernantes

### Señores de Mantua

Escudo de armas de la familia Bonacolsi.

#### Dinastía Bonacolsi(1273-1328)
- 1273-1291: Pinamonte Bonacolsi
- 1291-1299: Bardellone Bonacolsi, hijo del anterior
- 1299-1309: Guido Bonacolsi, sobrino del anterior
- 1309-1328: Rinaldo Bonacolsi, hermano del anterior

#### Dinastía Gonzaga(1328-1433)
- Luis I (gobernó de 1328 a 1360)
- Guido (gobernó de 1360 a 1369), hijo de Luis
- Luis II (1369-1382)
- Francisco I (1382-1407), hijo de Ludovico I
- Juan Francisco I (1407-1444), hijo de Francisco I

en 1444 el título es elevado a la categoría de marqués.

### Marqueses de Mantua

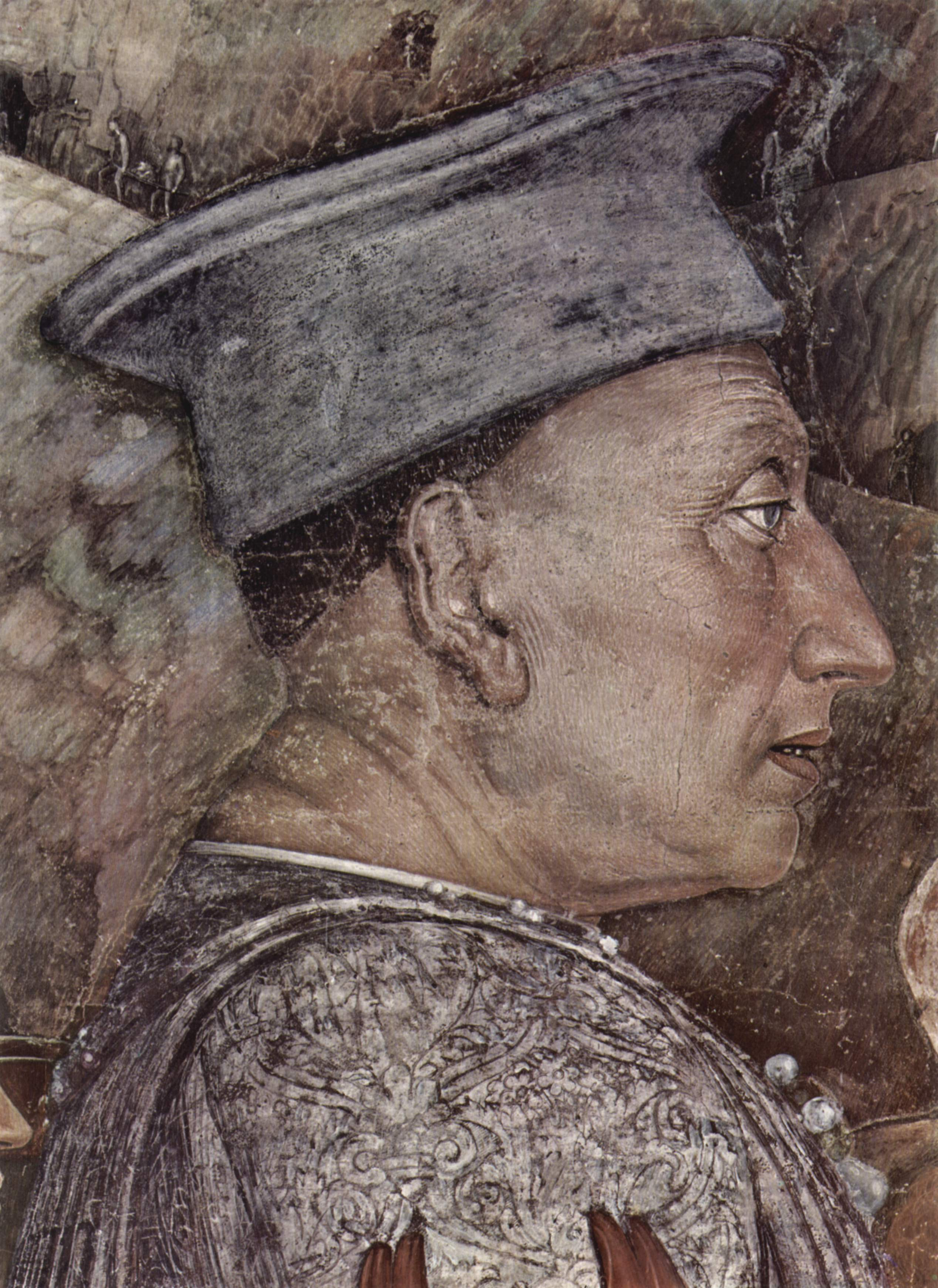
Luis II de Mantua, obra de Andrea Mantegna, 1474.

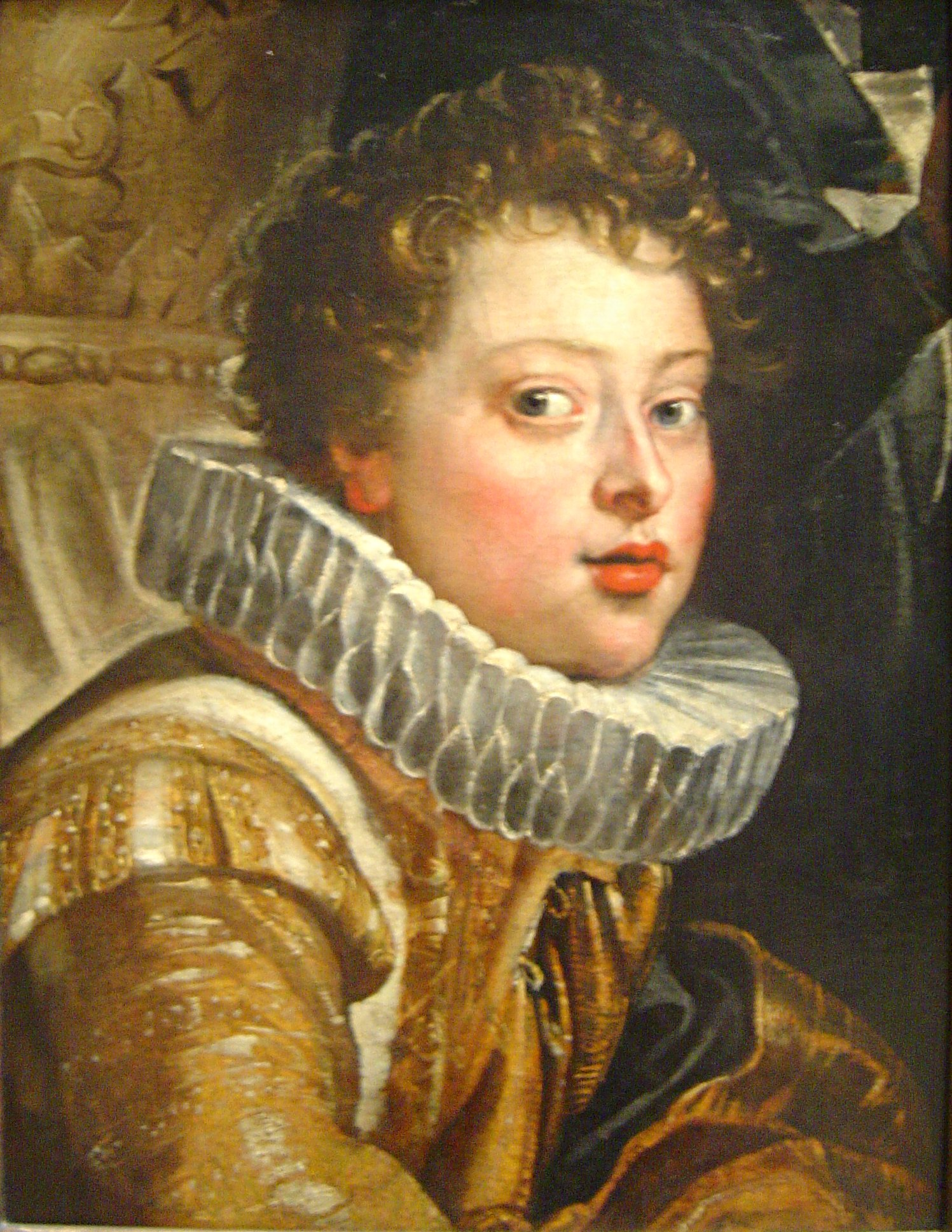
Vicente II Gonzaga de Mantua, por Peter Paul Rubens.

#### Dinastía Gonzaga (1433-1530)
- Luis III (1444-1478), hijo de Gianfrancesco I
- Federico I (1478-1484), hijo de Ludovico II
- Francisco II (1484-1519)
- Federico II (1519-1530), hijo de Francesco II

en 1530 el título es elevado a duque.

### Duques de Mantua

#### Dinastía Gonzaga (1530-1627)
- Federico II (1530-1540)
- Francisco III (1540-1550), hijo de Federico II
- Guillermo I (1550-1587), hermano de Francesco III
- Vicente I (1587-1612), hijo de Guillermo I, su hermana, Leonor Gonzaga (1598–1655) se casó con el emperador Fernando II de Habsburgo
- Francisco IV (1612), hijo de Vicente I
- Fernando I (1612-1626), hermano de Francisco IV
- Vicente II (1626-1627), hermano de Fernando I

El Ducado de Mantua pasa a la rama francesa de los Gonzaga-Nevers.

#### Dinastía Gonzaga-Nevers(1627-1708)
- Carlos I (1627-1637).
- Carlos II (1637-1665), nieto de Carlos I, su hermana Leanora de Mantua se casó con el emperador Fernando III de Habsburgo. Regencia de Maria Gonzaga (1637-1647) durante su minoría de edad.
- Carlos III (1665-1708), hijo de Carlos II.